# 국가중심국·공립대학교총장협의회
국가중심국·공립대학교총장협의회(國家中心國公立大學校總長協議會)는 대한민국 19개의 국립 혹은 공립 대학이 가입한 협의체이다. 
거점국립대학교총장협의회에 속하지 않는 국·공립 대학의 협력과 교류를 목적으로 설립되었으며, 총회 등을 통해 국립대학 현안에 대해 의논한다.

## 기원
대한민국 「고등교육법」 제10조에 의거하여 2000년 6월경, 거점국립대학교총장협의회에 소속되지 않은 채, 1991년 종합대학으로 승격한 강릉대학교, 공주대학교, 군산대학교, 목포대학교, 부경대학교, 순천대학교, 안동대학교, 창원대학교, 한국해양대학교 등은 새로운 국립 종합 대학 협의체 구성 필요성에 합의하여, 9개지역국립대학교총장협의회를 설립한 것이, 지역중심국·공립대학교총장협의회의 시작이다.
2020년 말, 협외희의 명칭을 지역중심국·공립대학교총장협의회에서 현재의 명칭으로 변경하여 2021년부터 사용하고 있다.

## 소속 대학
국가중심국·공립대학교총장협의회 소속 대학은 다음과 같다.
| 학교               | 약어      | 설립                            | 위치 | 학부   | 대학원 | 교원  | 가입 | 표어                                             | 비고   |
| ------------------ | --------- | ------------------------------- | ---- | ------ | ------ | ----- | ---- | ------------------------------------------------ | ------ |
| 국립부경대학교     | PKNU      | 1941 관립부산고등수산학교       | 부산 | 21,014 | 2,669  | 1,283 | 2000 | 미래를 우리 손으로                               | [ 5 ]  |
| 국립한국해양대학교 | KMOU      | 1945 진해고등상선학교           | 부산 | 8,078  | 888    | 729   | 2000 | 세계 최고 수준의 글로벌 해양특성화 종합대학      | [ 5 ]  |
| 국립강릉원주대학교 | GWNU      | 1946 도립강릉사범학교           | 강릉 | 11,271 | 702    | 859   | 2000 | 꿈을 향한 동행, 미래를 여는 대학                 | [ 6 ]  |
| 국립경국대학교     | GKNU      | 1947 도립안동사범학교           | 안동 | 8,608  | 852    | 663   | 2000 | 학생 역량강화 중점 대학                          | [ 7 ]  |
| 국립공주대학교     | KNU       | 1948 도립공주사범대학           | 공주 | 16,418 | 2,946  | 1,489 | 2000 | 미래의 꿈 · 세계를 향한 도전                     | [ 8 ]  |
| 국립군산대학교     | KSNU      | 1947 도립군산사범학교           | 군산 | 7,313  | 793    | 618   | 2000 | 진리탐구 · 문화창조 · 사회봉사                   | [ 6 ]  |
| 국립목포대학교     | MNU       | 1946 도립목포사범학교           | 무안 | 10,124 | 1,041  | 724   | 2000 | 지역과 더불어 세계로, 미래로                     | [ 9 ]  |
| 국립순천대학교     | SCNU      | 1935 도립순천농업학교           | 순천 | 9,240  | 783    | 580   | 2000 | 지역과 함께 미래를 개척하는 전남대표 국립대학    | [ 8 ]  |
| 국립창원대학교     | CWNU      | 1969 국립마산교육대학           | 창원 | 11,219 | 1,320  | 404   | 2000 | 경남의 중심에서 아시아로 세계로                  | [ 7 ]  |
| 한국체육대학교     | KNSU      | 1976 국립한국체육대학           | 서울 | 2,541  | 581    | 270   | 2007 | 진리 · 봉사 · 창조                               | [ 6 ]  |
| 한국교원대학교     | KNUE      | 1984 국립한국교원대학교         | 청주 | 2,405  | 3,393  | 543   | 2007 | Teacher of Teacher                               | [ 6 ]  |
| 국립목포해양대학교 | MMU       | 1950 목포수산산성고등학교       | 목포 | 2,647  | 111    | 200   | 2007 | 푸른바다 푸른 꿈, 바다를 경영하는 꿈이 있는 대학 | [ 6 ]  |
| 국립금오공과대학교 | KIT       | 1979 금오공과대학               | 구미 | 5,916  | 651    | 427   | 2007 | 세계와 함께 미래 공학을 선도하는 대학            | [ 6 ]  |
| 서울과학기술대학교 | SEOULTECH | 1910 공립어의동실업보습학교     | 서울 | 12,960 | 1,876  | 1,238 | 2017 | 과학과 인간의 꿈을 실현하는 세계속의 대학        | [ 9 ]  |
| 국립한밭대학교     | HBNU      | 1927 공립홍성공업전수학교       | 대전 | 8,320  | 607    | 796   | 2017 | 미래가치를 창출하는 산학일체 혁신대학            | [ 10 ] |
| 한경국립대학교     | HKNU      | 1939 공립안성농업학교           | 안성 | 7,104  | 454    | 514   | 2017 | 길을 만드는 대학, 경기 대표 국립 대학            | [ 8 ]  |
| 국립한국교통대학교 | KNUT      | 1965 국립충주공업초급대학       | 청주 | 11,608 | 630    | 707   | 2017 | Connect the world                                | [ 5 ]  |
| 한국방송통신대학교 | KNOU      | 1972 서울대학교부설방송통신대학 | 서울 |        |        |       | 2022 | 더 나은 내일을 위한 성공 플랫폼                  |        |
| 서울시립대학교     | UOS       | 1918 공립경성농업학교           | 서울 | 8,697  | 2,871  | 1,313 | 2012 | 시대정신과 미래가치를 선도하는 대학              | [ 10 ] |

## 역사

### 9개지역국립대학교총장협의회
다음은 기원인 9개 지역 국립대학교 총장협의회 시절 소속교이다. 모두 1990년대 '~대학교'로 승격한 마지막 국립 종합대학이다.
| 학교               | 설립                        | 국립 이관                     | 종합대학 승격       |
| ------------------ | --------------------------- | ----------------------------- | ------------------- |
| 국립강릉원주대학교 | 1946 도립강릉사범학교       | 1950 국립강릉사범학교         | 1991 강릉대학교     |
| 국립경국대학교     | 1947 도립안동사범학교       | 1950 국립안동사범학교         | 1991 안동대학교     |
| 국립공주대학교     | 1948 도립공주사범대학       | 1950 국립공주사범대학         | 1991 공주대학교     |
| 국립군산대학교     | 1947 도립군산사범학교       | 1950 국립군산사범학교         | 1991 군산대학교     |
| 국립목포대학교     | 1946 도립목포사범학교       | 1950 국립목포사범학교         | 1991 목포대학교     |
| 국립부경대학교     | 1941 관립부산고등수산학교   | (설립 당초부터)               | 1990 부산수산대학교 |
| 국립순천대학교     | 1935 순천도립농업학교       | 1972 국립순천농림고등전문학교 | 1991 순천대학교     |
| 국립창원대학교     | 1969 국립마산교육대학       | (설립 당초부터)               | 1991 창원대학교     |
| 국립한국해양대학교 | 1919 관립진해고등해원양성소 | (설립 당초부터)               | 1991 한국해양대학교 |

### 지역중심국·공립대학교총장협의회 이후
다음은 지역중심국·공립대학교총장협의회 이후 합류한 학교의 목록이다. 이 중 2007년에 가입한 경남과학기술대학교는 경상국립대학교로 통합·폐교되어 회원교에서 제적되었다.
| - 서울과학기술대학교 - 한경국립대학교 - 한국체육대학교 - 서울시립대학교 - 한국방송통신대학교 - 한국교원대학교 - 국립한국교통대학교 - 국립한밭대학교 | - 국립목포해양대학교 - 국립금오공과대학교 |

## 특징
- 대부분의 해당 대학 총장은 장관급의 예우를 받는다.[13][14]
- 수도권, 호서권을 제외한 모든 권역에서의 학교 명칭은 대부분 해당 기초자치단체의 행정구역명칭을 사용하고 있다.
- 수도권의 서울과학기술대학교와 서울시립대학교 등 2개교만 해당 지역의 광역자치단체 명칭을 사용중이다. 한경국립대학교의 경우 경기대학교가 교명을 선점하여 사용하지 못했다.
- 본래 국립 대학의 협의체였지만, 일반대학일 경우 공립대학도 가입할 수 있도록 2012년에 회칙을 변경하면서 당해 3월, 유일한 공립 일반대학인 서울시립대학교가 합류하였다.
- 모든 대학중 국립금오공과대학교, 국립목포해양대학교, 한국체육대학교, 한국해양대학교, 국립한밭대학교를 제외한 모든 학교에는 예술 교육 과정이 편제되어 있다.
- 정부의 지속적인 국립대학 통합정책에 따라 1992년 군산수산전문대학이 군산대학교와 통합했으며, 2008년 원주대학이 강릉대학교와 통합해 강릉원주대학교가 되었다. 1992년 예산농업전문대학, 2001년 공주문화대학, 2005년 천안공업대학이 공주대학교와 통합되었고, 1996년 부산수산대학교와 부산공업대학교가 통합하여 부경대학교가, 2005년 충주대학교와 청주과학대학이 충주대학교로 통합한데 이어, 2011년 한국철도대학을 통합하여 한국교통대학교가 되었다. 2023년 한국복지대학교와 한경대학교가 통합하여 한경국립대학교로 개편되었다.
- 지방 소멸 문제와 학령 인구 감소로 거점국립대학과 통합을 구상 중인 사례가 존재한다.[15][16][17][18][19] 다만, 소속교 중 대다수의 지방 소재 국립 대학이 이미 많은 통합을 과거에 진행했고, 그 나름의 학풍을 형성 중인 과정에서 시장 논리대로만 통합을 진행하는 것이 옳은지에 대한 사회적 논의는 진행 중에 있다.[20]

### 의학교육기관
다음은 국가중심국·공립대학교총장협외희 가입교 산하에 설치된 의학교육기관을 열거한다. 현재 치의학 1개 기관, 약학 2개 기관이 설치되어 있다.
| 기관     | 학교               | 설립 | 위치      | 비고 |
| -------- | ------------------ | ---- | --------- | ---- |
| 치과대학 | 국립강릉원주대학교 | 1992 | 강원 강릉 |      |
| 약학대학 | 국립목포대학교     | 2010 | 전남 무안 |      |
| 약학대학 | 국립순천대학교     | 2010 | 전남 순천 |      |

#### 병원
| 병원                       | 학교               | 설립 | 위치      | 비고             |
| -------------------------- | ------------------ | ---- | --------- | ---------------- |
| 국립강릉원주대학교치과병원 | 국립강릉원주대학교 | 1997 | 강원 강릉 | 2차 의료급여기관 |

### 법학전문대학원
다음은 국가중심국·공립대학교총장협외희 가입교 산하에 설치된 법학전문대학원을 열거한다. 현재 1개 기관이 설립되어 있다.
| 기관           | 학교           | 설립 | 위치        | 비고 |
| -------------- | -------------- | ---- | ----------- | ---- |
| 법학전문대학원 | 서울시립대학교 | 2009 | 서울 동대문 |      |

### 산하 교육기관
다음은 국가중심국·공립대학교총장협외희 가입교 산하에 설치된 교육기관을 열거한다. 현재 초등교육기관 1개, 중등교육기관 4개, 유아교육기관 3개, 특수교육기관 1개로 8개 기관이 산하에 설립되어 있다.
| 기관                 | 학교               | 설립 | 위치      | 비고 |
| -------------------- | ------------------ | ---- | --------- | ---- |
| 부설유치원           | 국립강릉원주대학교 | 1997 | 강원 원주 |      |
| 사범대학부설중학교   | 국립공주대학교     | 1953 | 충남 공주 |      |
| 사범대학부설고등학교 | 국립공주대학교     | 1955 | 충남 공주 |      |
| 사범대학부설유치원   | 국립공주대학교     | 1996 | 충남 공주 |      |
| 사범대학부설특수학교 | 국립공주대학교     | 2024 | 충남 공주 |      |
| 부설월곡초등학교     | 한국교원대학교     | 1941 | 충북 청주 |      |
| 부설미호중학교       | 한국교원대학교     | 1954 | 충북 청주 |      |
| 부설고등학교         | 한국교원대학교     | 1990 | 충북 청주 |      |
| 부설유치원           | 한국교원대학교     | 1981 | 충북 청주 |      |

## 갤러리

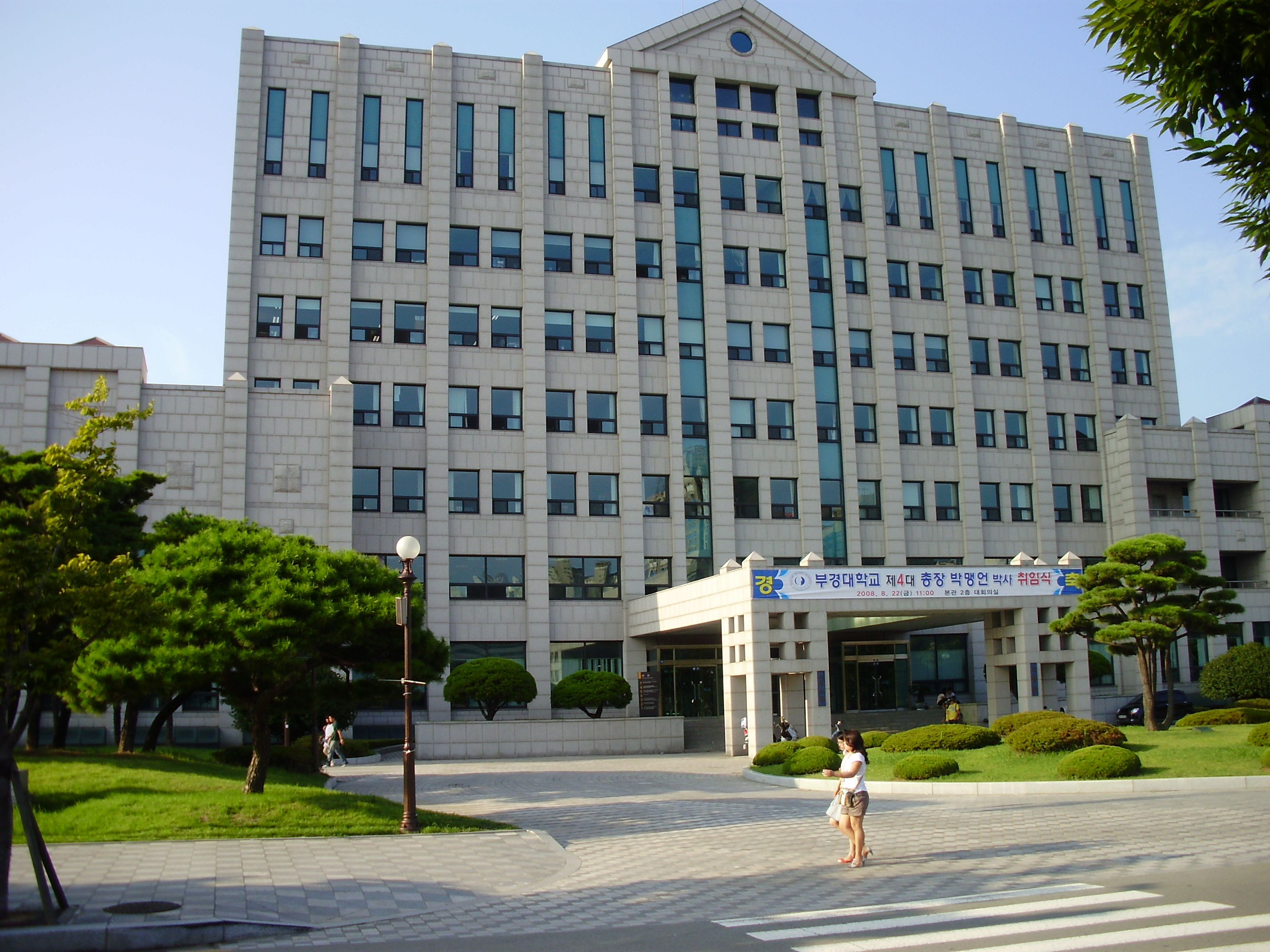
국립부경대학교 (대연캠퍼스 대학본부)
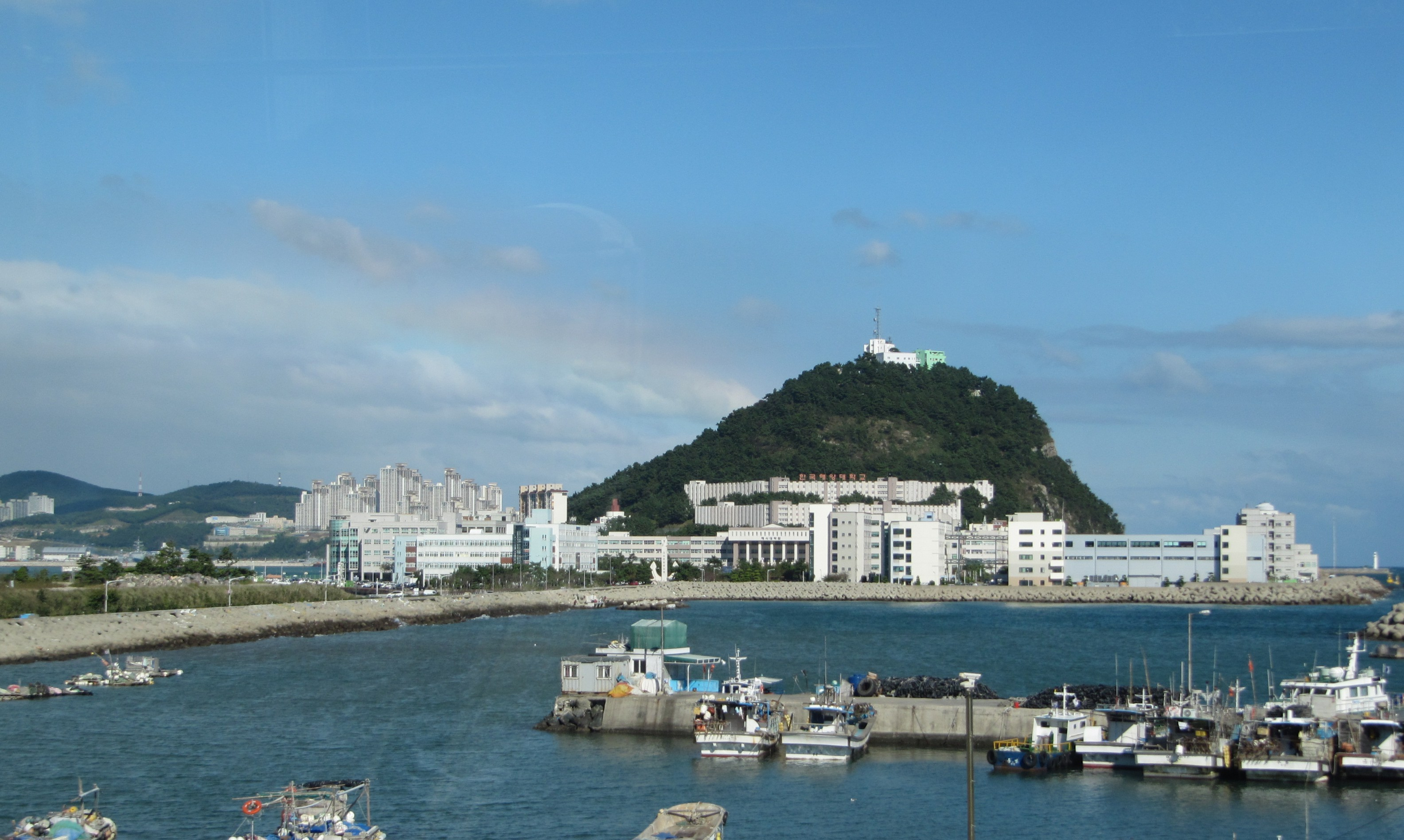
국립한국해양대학교 (캠퍼스 전경)
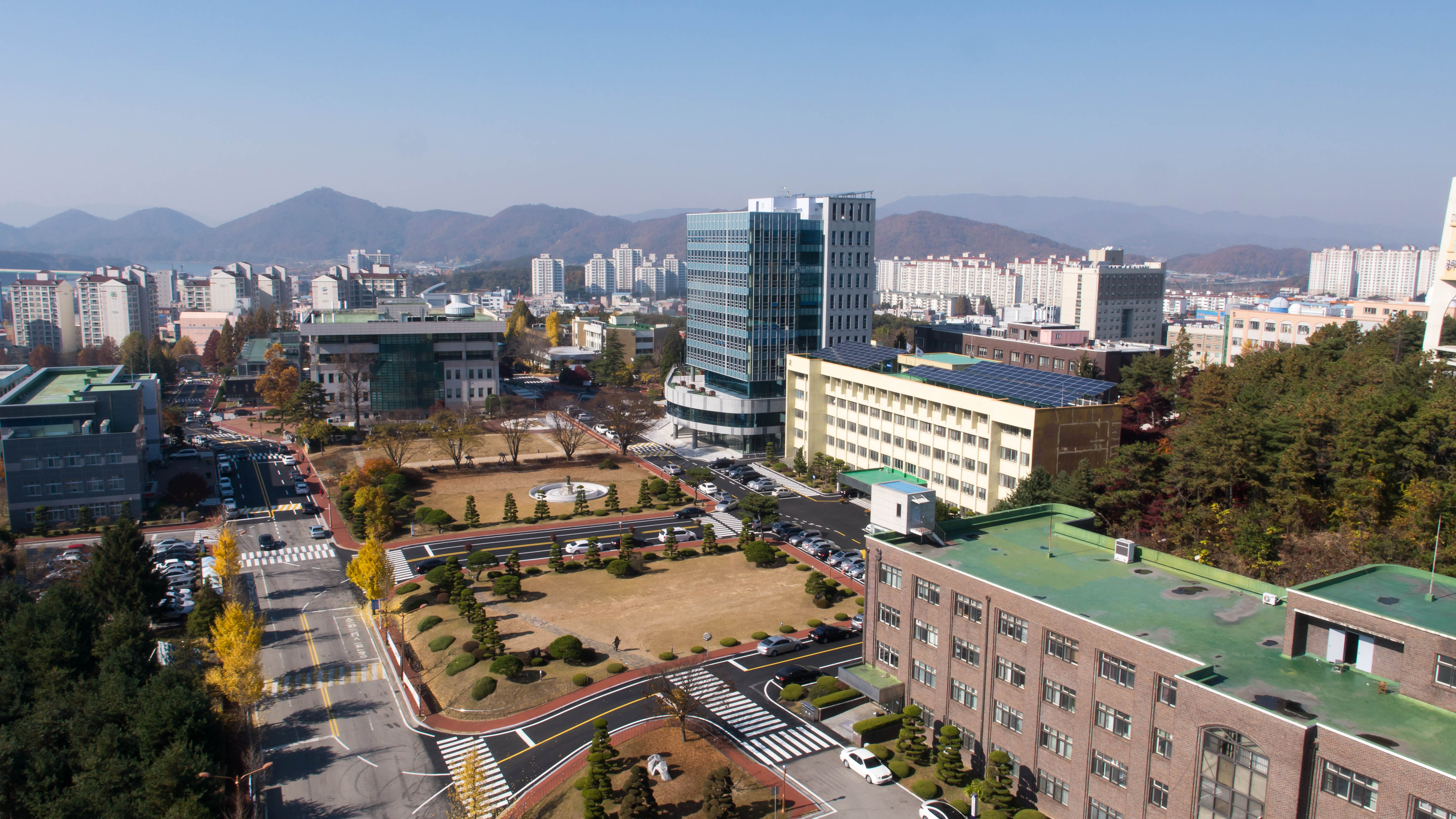
국립공주대학교 (공주캠퍼스 전경)
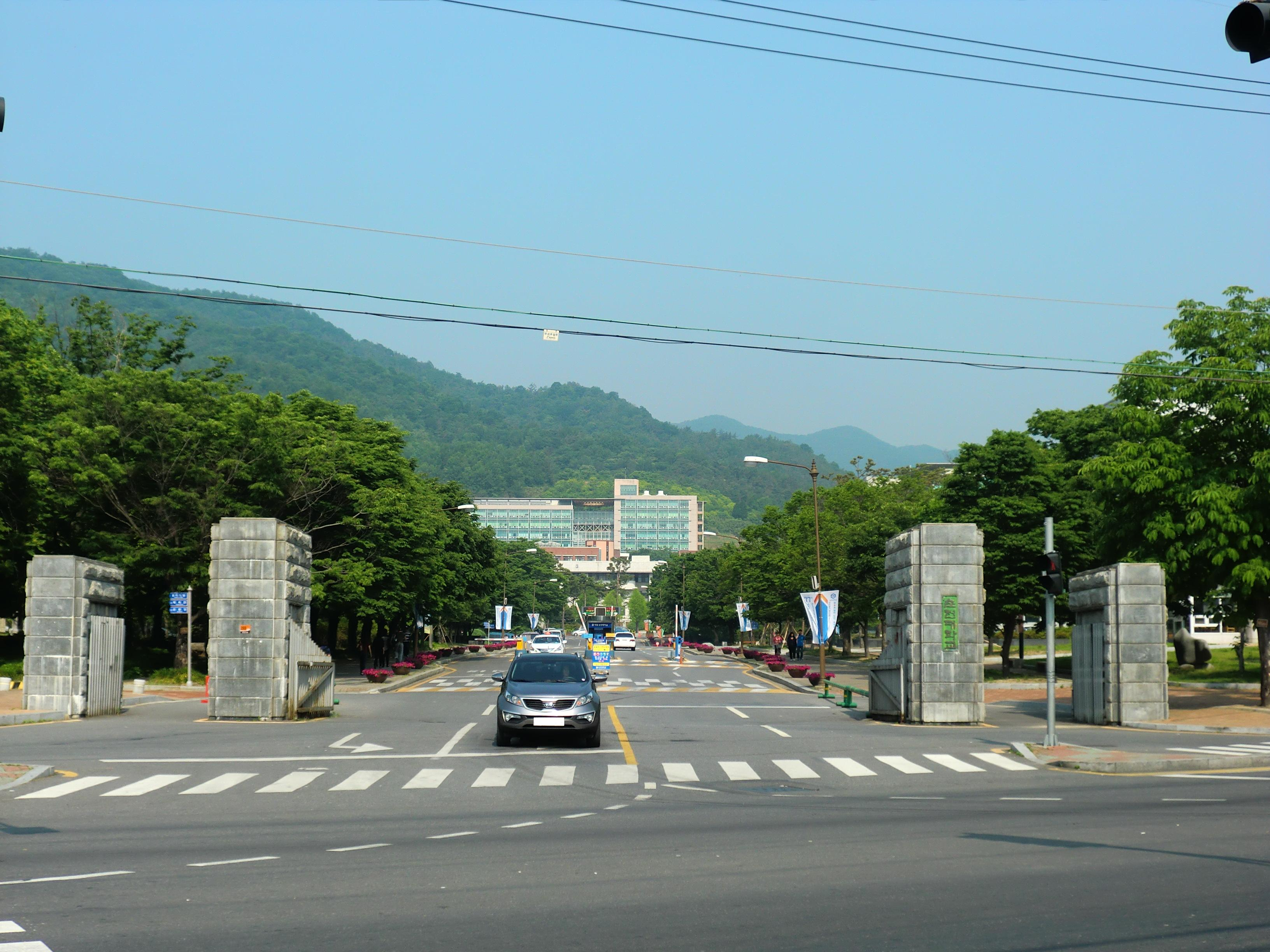
국립순천대학교 (대학 정문)
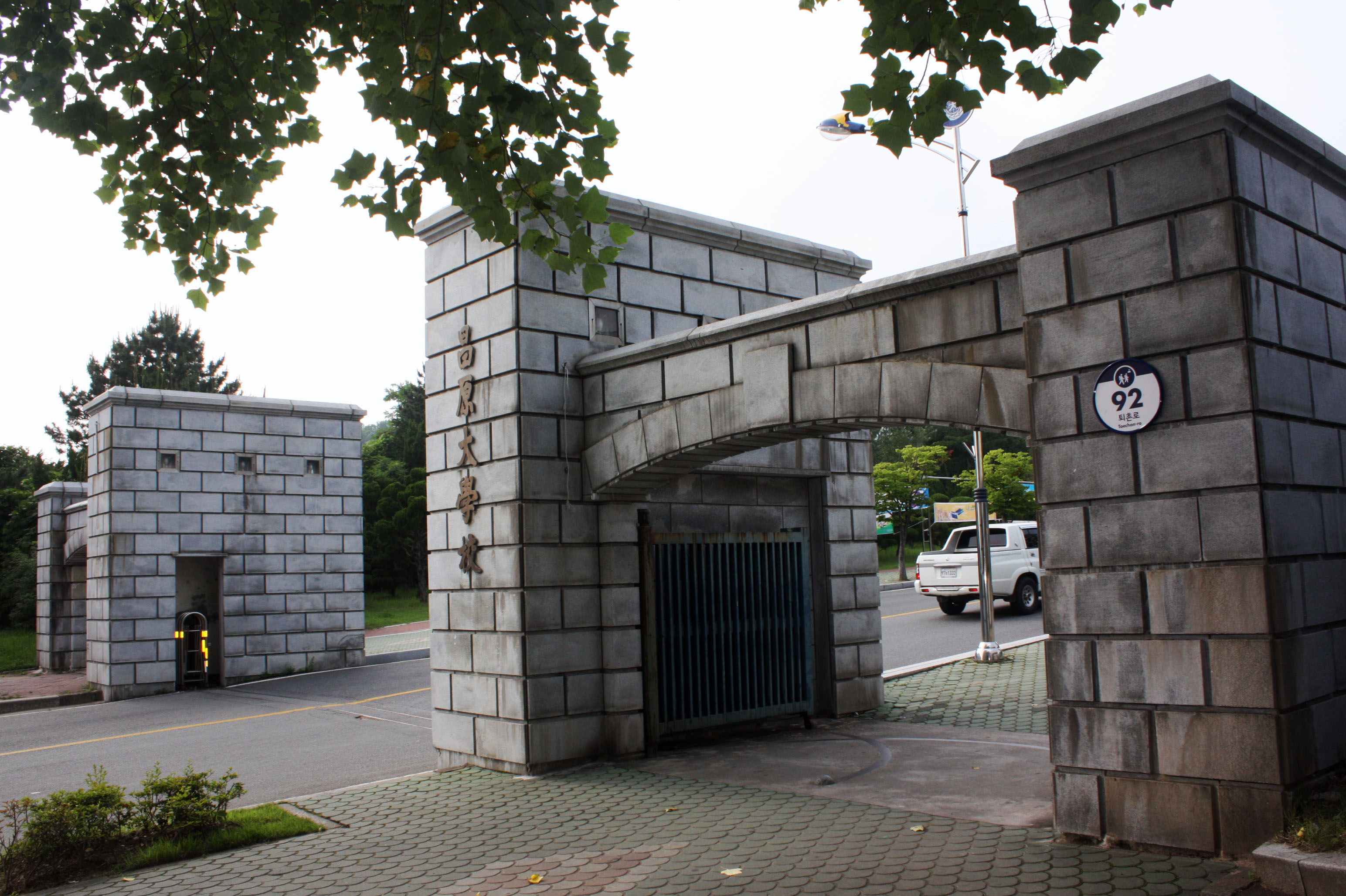
국립창원대학교 (대학 정문)
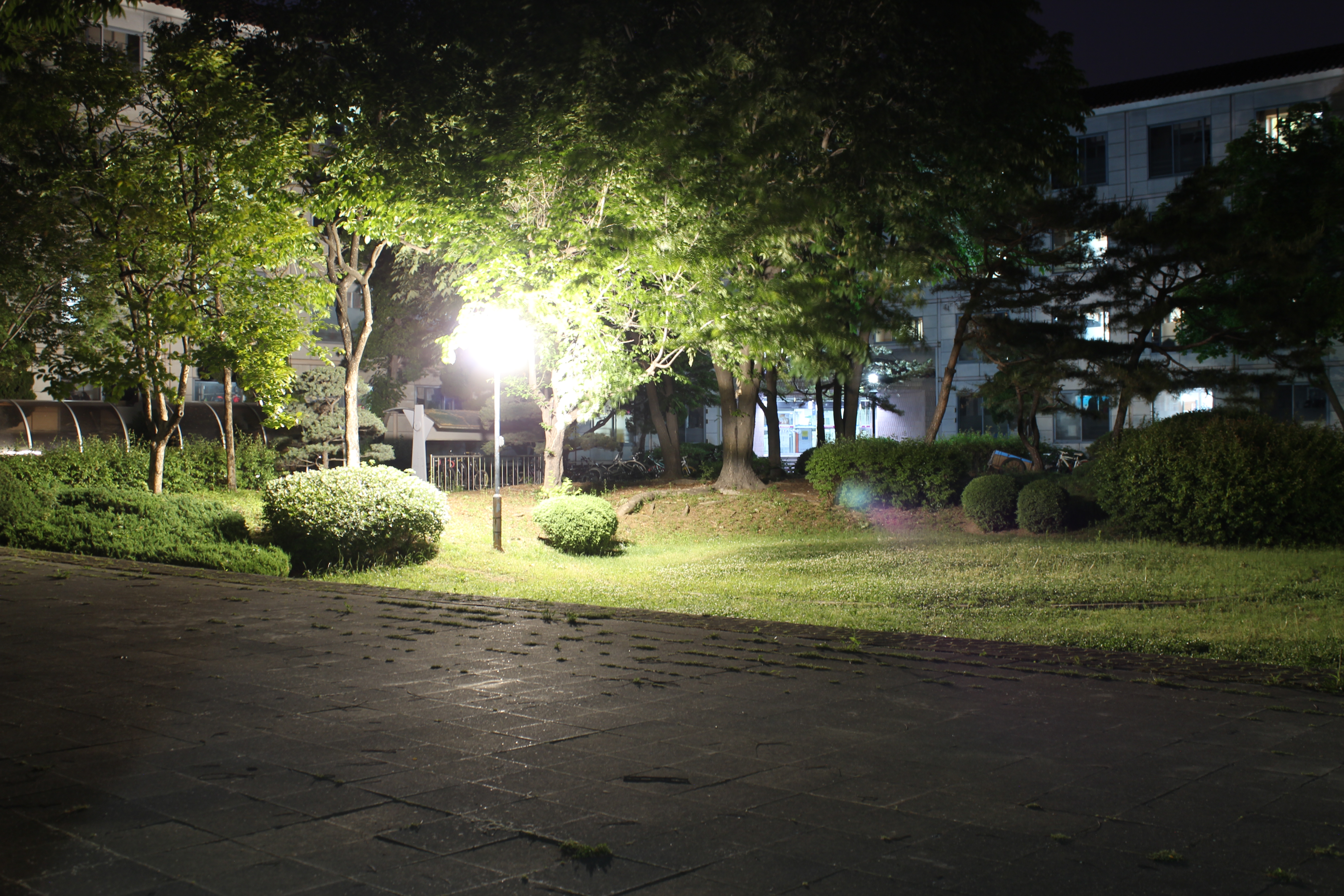
한국체육대학교 (캠퍼스 전경)
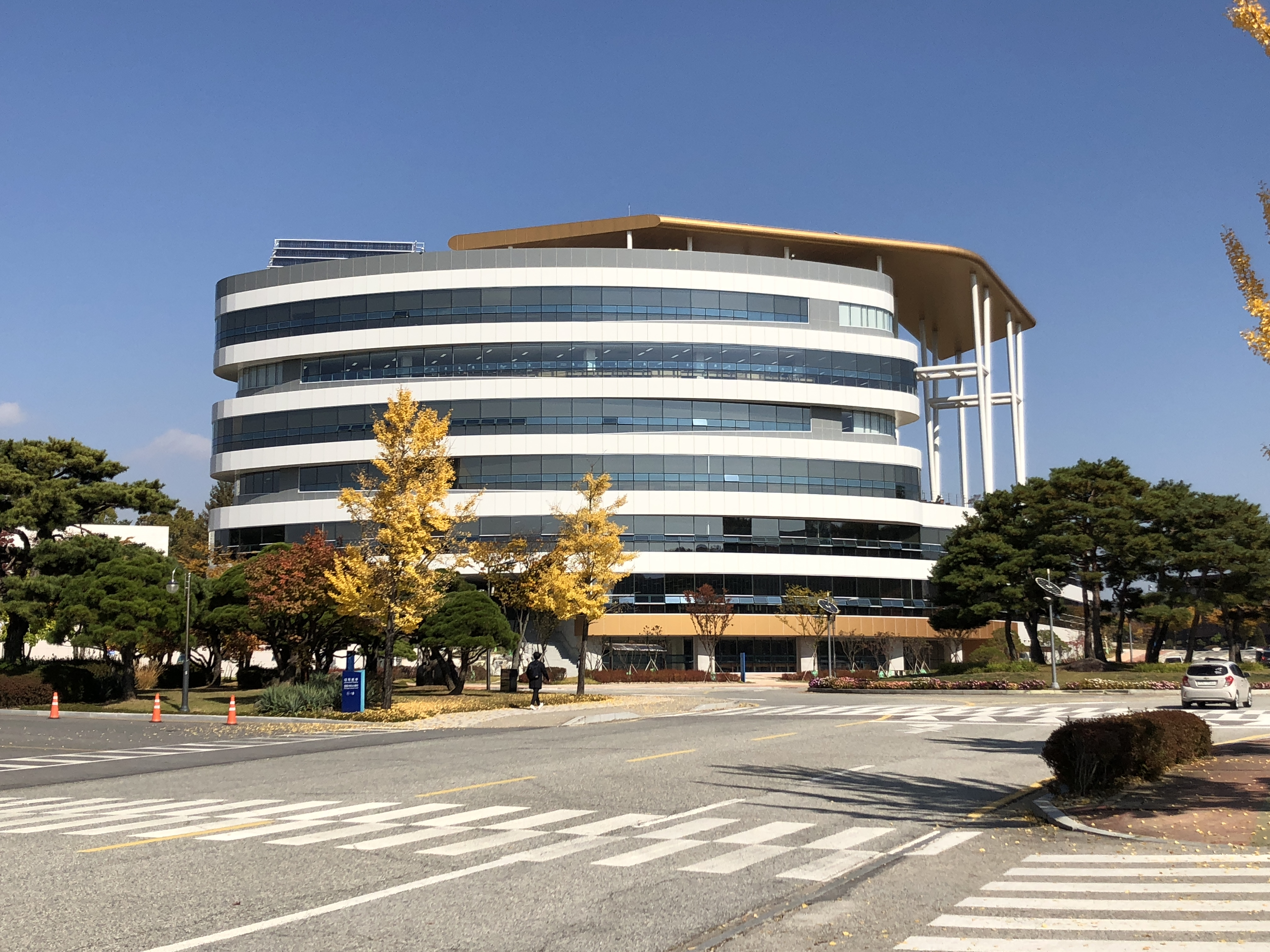
한국교원대학교 (도서관)
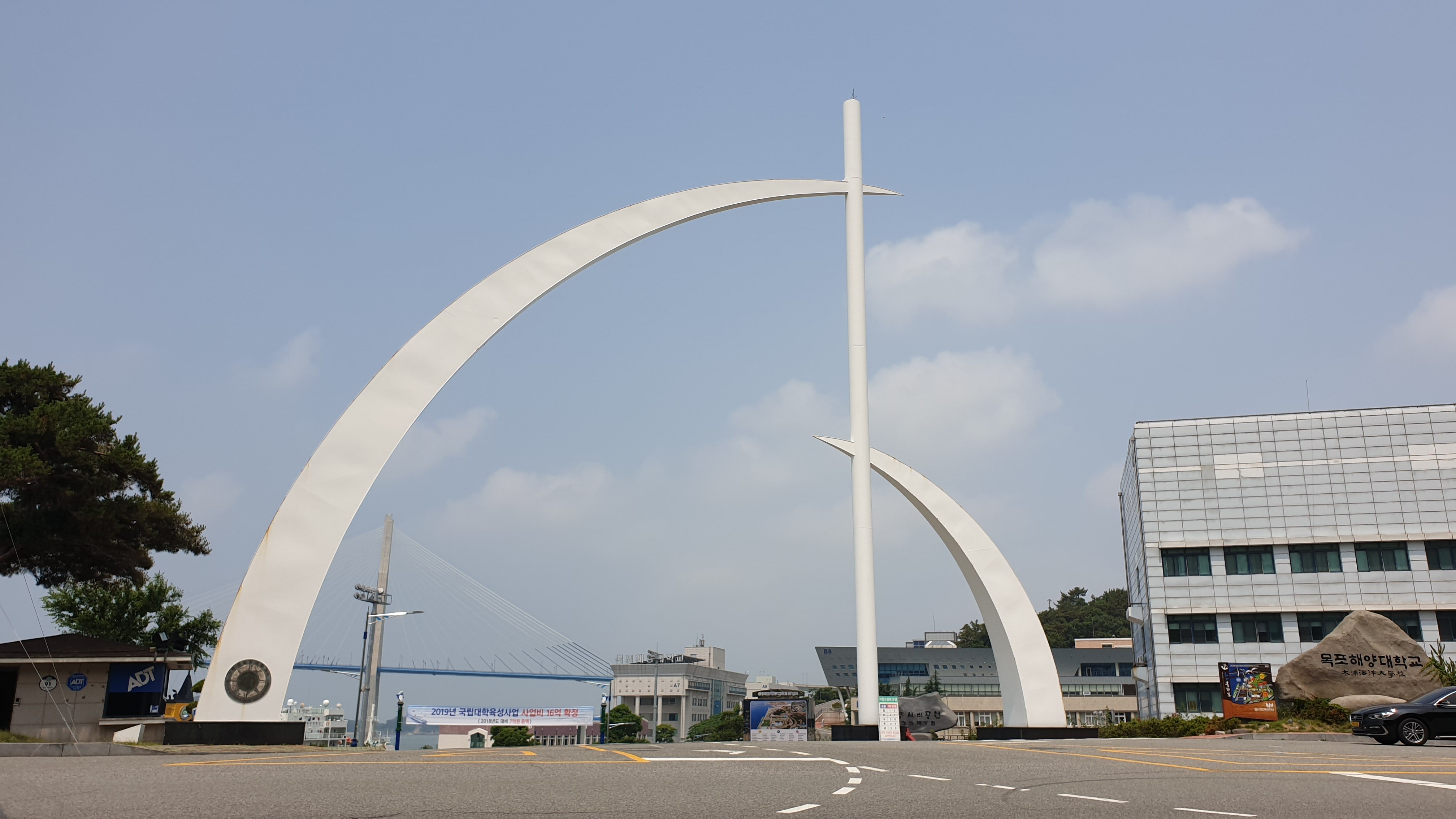
국립목포해양대학교 (대학 정문)
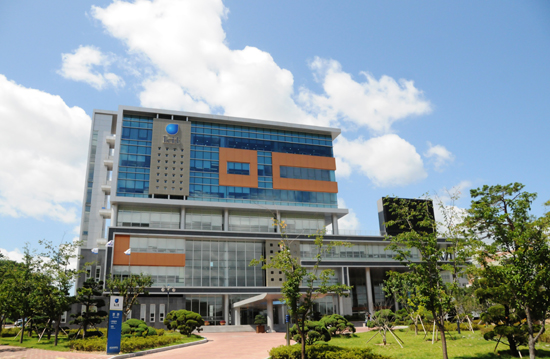
국립금오공과대학교 (양호동캠퍼스 대학본부)
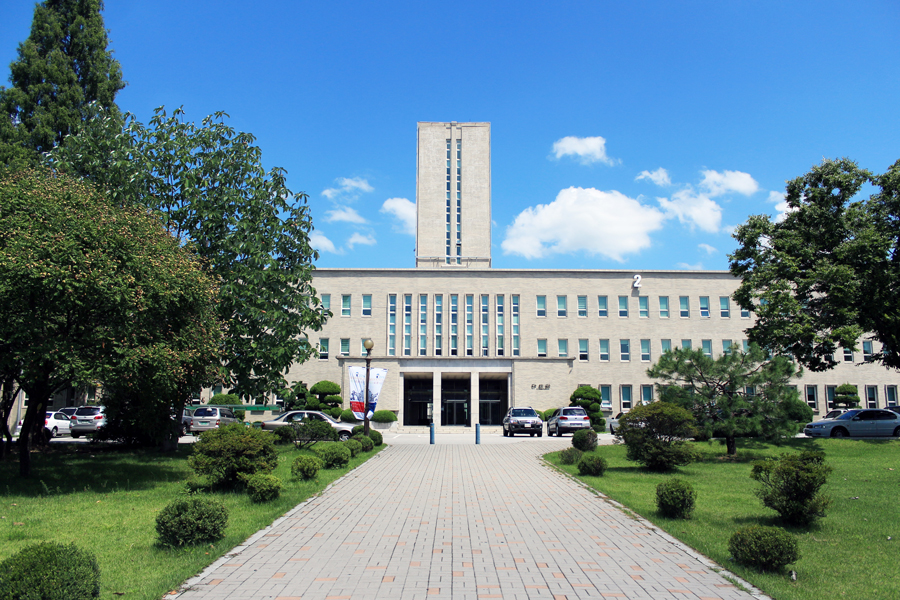
서울과학기술대학교 (다산관)
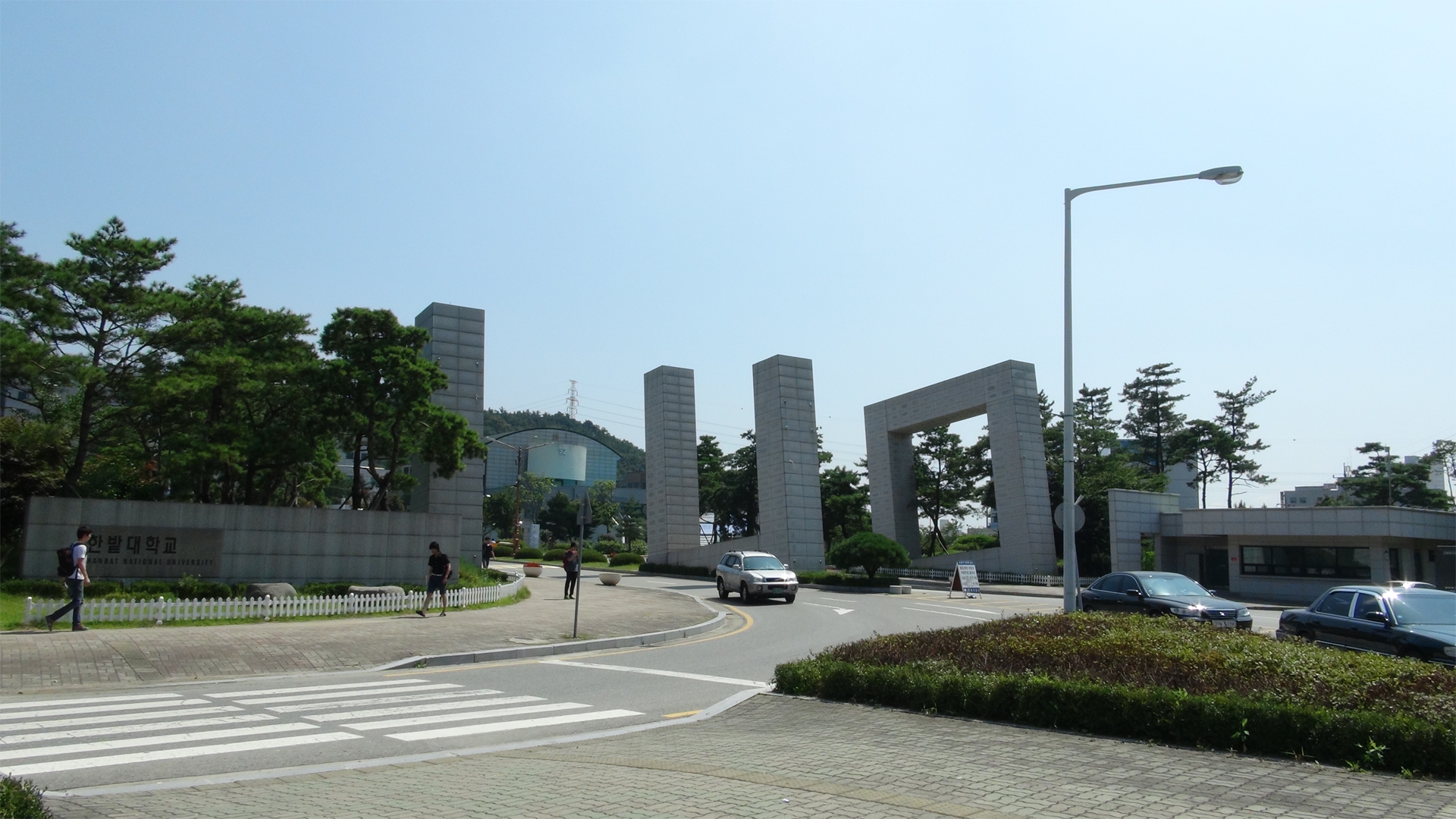
국립한밭대학교 (대학 정문)
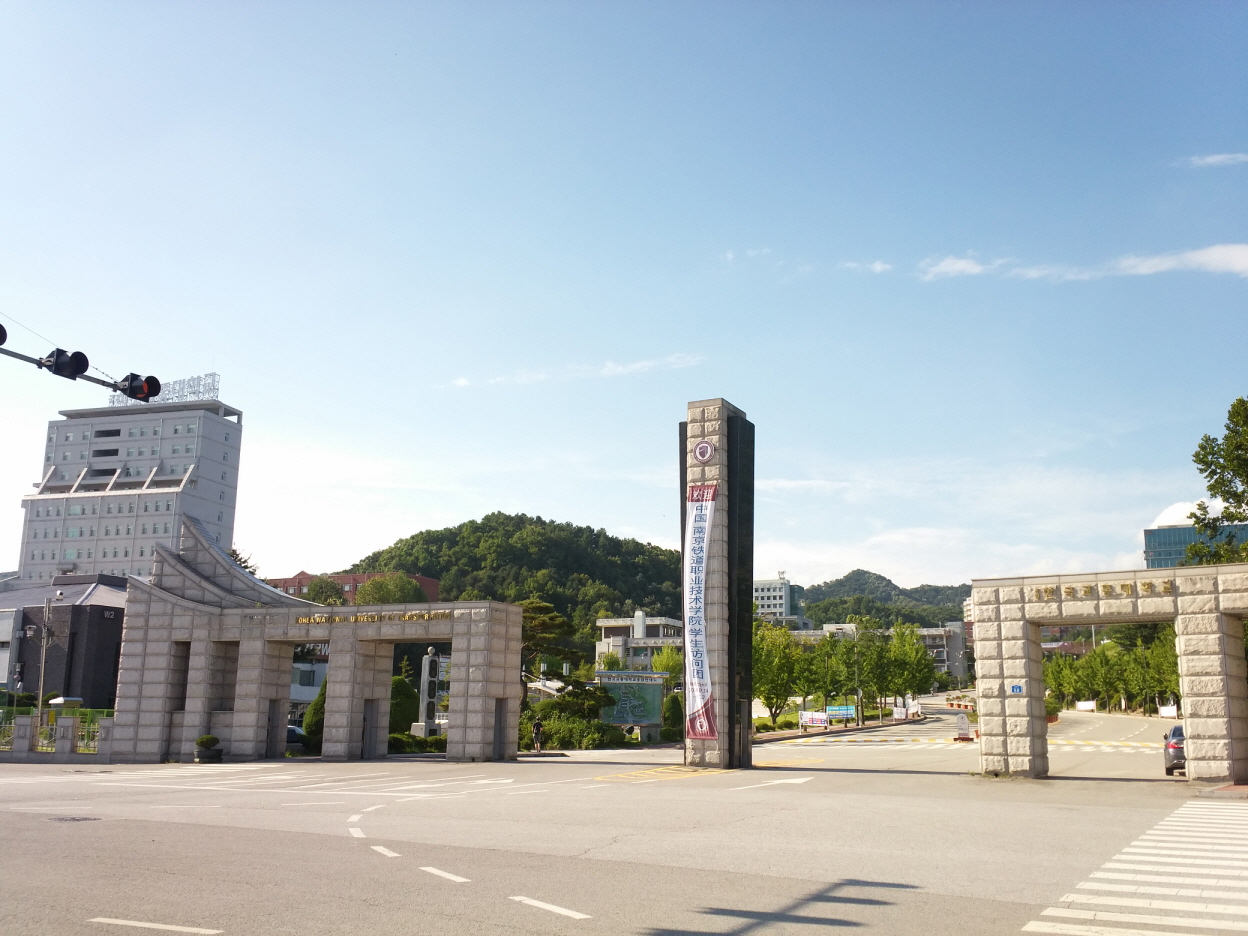
국립한국교통대학교 (충주캠퍼스 대학 정문)
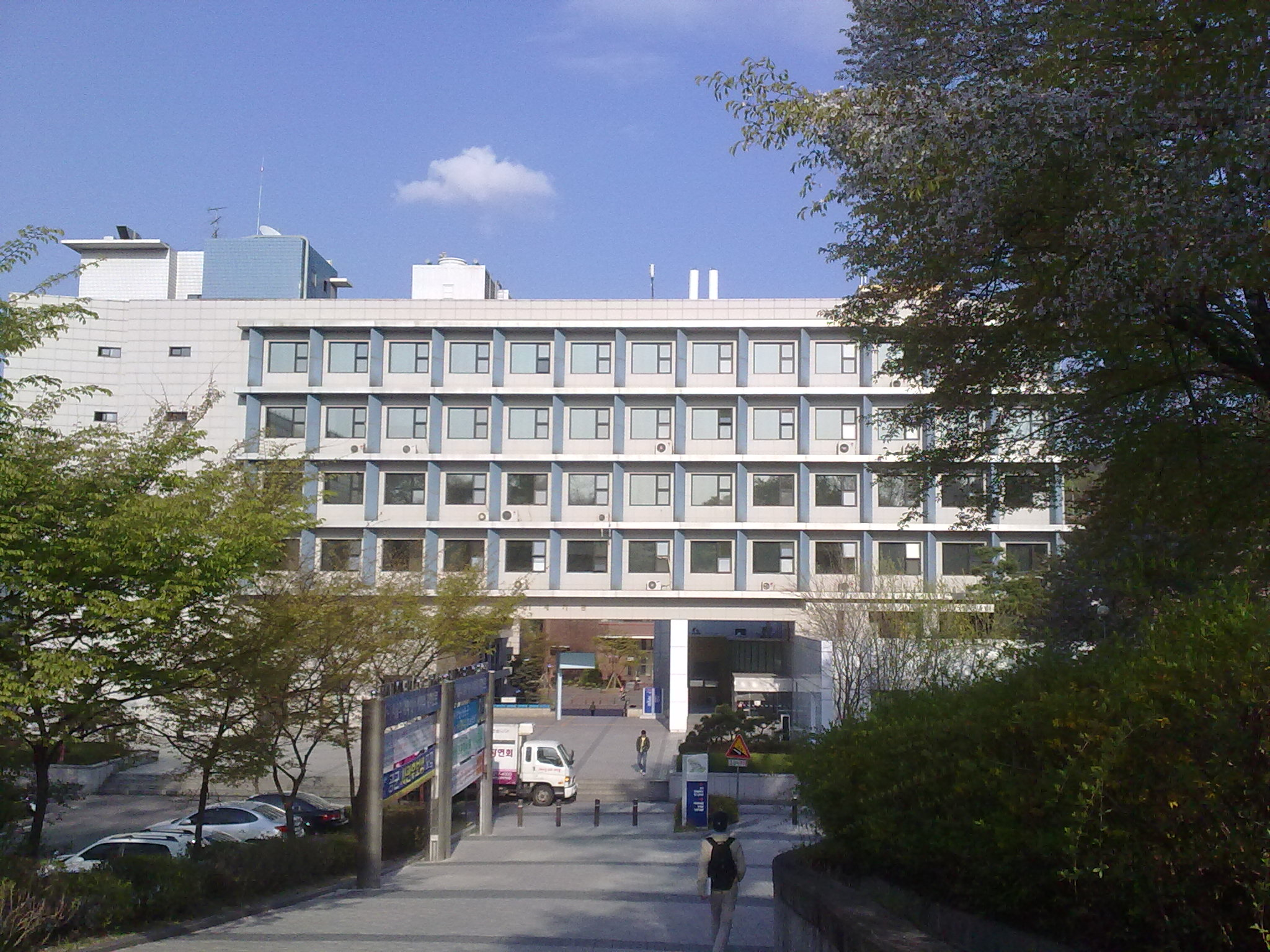
서울시립대학교 (21세기관)

## 교류
지역중심국공립대학교 19개교는 양해각서를 체결하고, 교수·학생 교류와 공동학술지 발간 및 학술정보 교류, 연구기자재 및 시설물의 공동 이용, 공동연구과제 수행 및 학술회의 개최, 행정인력 및 행정정보 교류 등을 이행할 것을 이야기하고, 각 대학별로 교류하고 있다.

## 같이 보기
- 전국국공립대학교총장협의회
- 거점국립대학교총장협의회
- 전국교원양성대학교총장협의회